# Minkok (Ebolowa)
Pour les articles homonymes, voir Minkok.
Minkok est un village du Cameroun situé dans la Région du Sud et le département de la Mvila. Il est rattaché à la commune d'Ebolowa IIe.
Minkok est aussi un village de l'arrondissement de Ngoulemakong région du Sud du Cameroun. C'est un village constitué de la tribu des Fong divisée en deux clans: les Mvog-Mezang et les Mvog-Zomo.

## Population
Lors du recensement de 2005, le nombre d'habitants était de 111.

## Environnement
Avec Banga Bekele (Région du Sud-Ouest), c'est l'une des deux seules localités où l'on a observé Diospyros onanae, une plante endémique en danger.